# Điểm kỳ dị công nghệ
Điểm kỳ dị kỹ thuật là điểm quy chiếu giả định xảy ra khi nền công nghệ phát triển gia tốc tạo ra hiệu ứng phi mã khiến cho trí thông minh nhân tạo sẽ vượt qua trí tuệ và khả năng khống chế của con người. Những khả năng của một trí thông minh như vậy là bất khả tri, một khi xuất hiện kỳ dị kỹ thuật các sự kiện tiếp sau đó sẽ không thể dự đoán và tiên lượng được.
Chính vì thế điểm kỹ dị kỹ thuật còn được coi là một chân trời sự kiện mà sau thời điểm này các sự kiện sẽ không thể tiên đoán hay hiểu được.
Những người đề xuất ra điểm kỳ dị thường phát biểu rằng một sự "bùng nổ trí thông minh", nơi những siêu trí thông minh thiết kế liên tiếp ra những bộ óc ngày càng mạnh, có thể diễn ra rất nhanh chóng và sẽ không dừng lại cho tới khi các khả năng nhận thức của nó vượt quá khả năng của con người.
Thuật ngữ này đã được tác gia về khoa học viễn tưởng Vernor Vinge quảng bá, ông cho rằng trí thông minh nhân tạo, sự nâng cao khả năng sinh học con người, hay các giao diện não-máy tính có thể là những nguyên nhân dẫn tới kỳ dị. Thuật ngữ riêng "kỳ dị" như một sự miêu tả về một hiện tượng tăng tốc kỹ thuật gây ra một kết quả không thể dự đoán trong xã hội đã được nhà toán học John von Neumann đặt ra. Vào giữa những năm 1950 ông đã phát biểu về "sự tiến bộ chưa từng có ngày càng mạnh của kỹ thuật và những thay đổi trong phương thức cuộc sống con người, dẫn tới sự xuất hiện của một số kỳ dị cốt yếu trong lịch sử của cuộc đua mà vượt ngoài nó những công việc của con người, như chúng ta biết, sẽ không thể tiếp tục." Khái niệm này cũng đã được những người theo thuyết vị lai như Ray Kurzweil ủng hộ, ông đã nêu việc Neumann sử dụng thuật ngữ này trong lời nói đầu cho cuốn sách kinh điển "The Computer and the Brain" của Neumann.
Một số nhà phân tích cho rằng kỳ dị sẽ xảy ra ở một thời điểm nào đó trong thế kỷ 21, dù những con số ước tính của họ có khác biệt.

## Các khái niệm căn bản

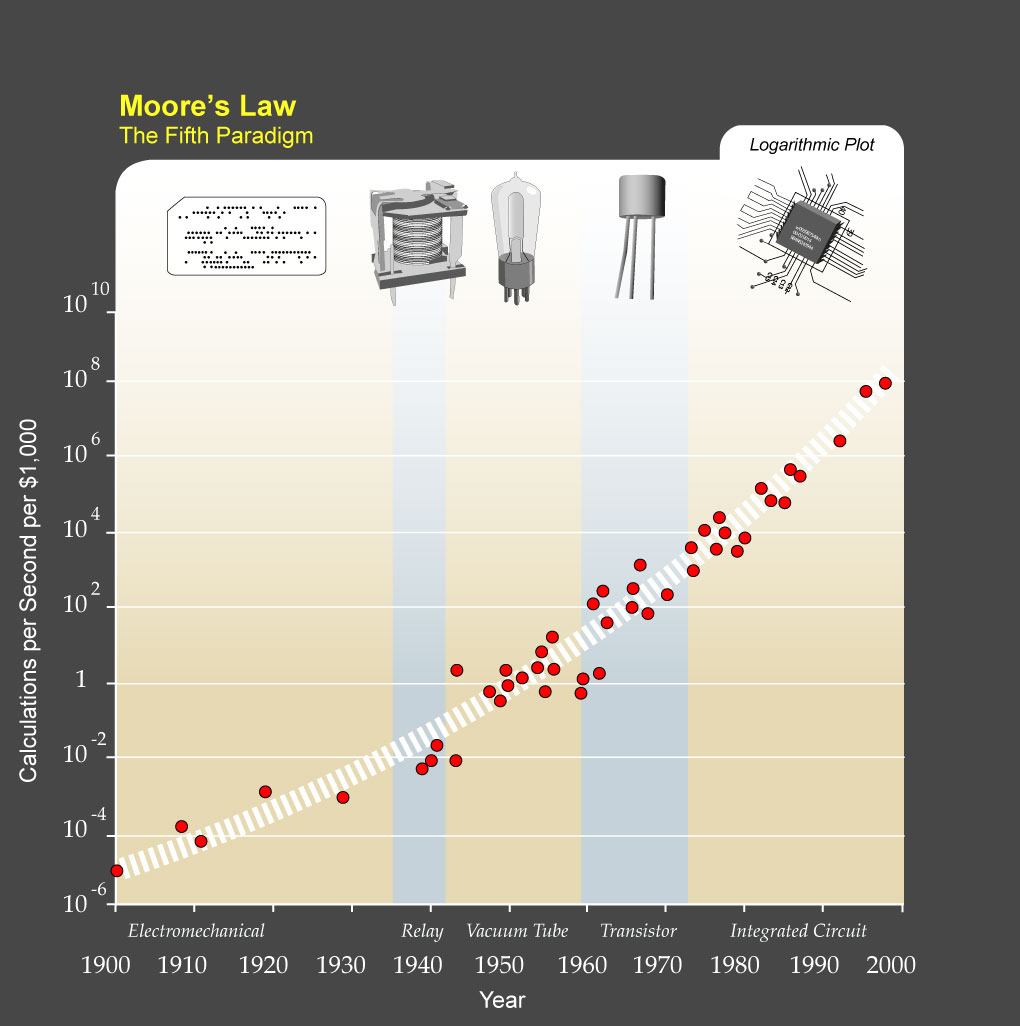
Kurzweil viết rằng, vì những sự chuyển đổi mô hình, một khuynh hướng phát triển theo cấp số nhân sẽ mở rộng định luật Moore từ mạch tích hợp tới những những transistor, ống chân không, relay, và các máy tính cơ điện trước đó. Ông dự đoán rằng sự phát triển theo cấp số nhân sẽ tiếp tục diễn ra, và rằng trong vài thập kỷ khả năng tính toán của mọi máy tính sẽ vượt quá trí não của con người, và trí thông minh nhân tạo cũng sẽ xuất hiện ở khoảng thời gian đó.

Nhiều người trong hầu hết những tác gia được công nhận về sự kỳ dị, như Vernor Vinge và Ray Kurzweil, định nghĩa khái niệm trong những giới hạn của việc tạo ra siêu trí thông minh bằng kỹ thuật, và cho rằng con người hiện tại rất khó hay không thể dự đoán một hậu kỳ dị sẽ như thế nào, bởi những khó khăn trong việc tưởng tượng những dự định và khả năng của các thực thể siêu thông minh. Thuật ngữ "kỳ dị kỹ thuật" ban đầu được Vinge đặt ra, ông đã thực hiện một suy luận dựa trên sự giống nhau giữa thống kê về khả năng của chúng ta trong việc dự đoán điều sẽ xảy ra sau sự phát triển của siêu trí thông minh và thống kê khả năng dự đoán của vật lý hiện đại tại kỳ dị không-thời gian phía sau chân trời sự kiện của một hố đen.
Một số tác gia sử dụng "kỳ dị" theo một cách rộng hơn để chỉ bất kỳ thay đổi căn bản nào trong xã hội của con người, xuất hiện bởi những công nghệ mới như công nghệ nano phân tử, dù Vinge và những tác gia nổi bật khác đã phát biểu rõ rằng nếu không có siêu trí thông minh, những thay đổi đó sẽ không được coi là một kỳ dị thật sự. Nhiều tác gia cũng gắn kỳ dị với những quan sát về sự tăng trưởng theo cấp số nhân trong nhiều ngành công nghệ (với định luật Moore là ví dụ đáng chú ý nhất), sử dụng những quan sát đó như một cơ sở để dự đoán rằng kỳ dị có lẽ sẽ xảy ra ở một thời điểm trong thế kỷ 21.
Một kỳ dị kỹ thuật bao gồm khái niệm của một sự bùng nổ trí thông minh, một thuật ngữ đã được I. J. Good đặt ra năm 1965. Dù tiến bộ kỹ thuật đã tăng tốc, nó vẫn bị giới hạn bởi trí thông minh căn bản của trí óc con người, vốn, theo Paul R. Ehrlich, đã không có thay đổi gì nhiều trong hàng nghìn năm. Tuy nhiên, với năng lực ngày càng gia tăng của máy tính và các công nghệ khác, có thể cuối cùng nó sẽ có khả năng tạo ra một loại máy thông minh hơn loài người. Nếu trí thông minh vượt loài người được tạo ra, dù bằng cách khuếch đại trí thông minh của con người hay trí thông minh nhân tạo, nó sẽ mang lại những khả năng giải quyết vấn đề và sáng tạo cao hơn con người, thì khi ấy nó có thể thiết kế một cỗ máy có khả năng lớn hơn, hay tự viết lại các mã nguồn của mình để trở nên thông minh hơn. Cỗ máy có khả năng cao hơn này sau đó lại có thể tiếp tục thiết kế ra một cỗ máy khác với khả năng lớn hơn. Những sự lặp lại này có thể tăng tốc, dẫn tới sự tự cải thiện đệ quy, có khả năng cho phép sự thay đổi lớn về lượng trước khi bất kỳ một giới hạn trên nào được các quy luật vật lý hay tính toán lý thuyết bắt đầu.
Sự tăng trưởng theo cấp số nhân trong công nghệ máy tính theo định luật Moore thường được nêu ra như một nguyên nhân để dự đoán một kỳ dị sẽ xảy ra trong một tương lai khá gần, và một số các tác gia đã đề xuất việc tổng quát hóa định luật Moore. Nhà khoa học máy tính và cũng là người theo thuyết vị lai Hans Moravec đã đề xuất trong một cuốn sách năm 1998 rằng vòng xoáy tăng trưởng theo hàm mũ có thể mở rộng lại thông qua các công nghệ máy tính cũ trước mạch tích hợp. Ray Kurzweil, một người theo thuyết vị lai, đã đưa ra một định luật về sự tăng tốc quay trở lại trong đó tốc độ thay đổi kỹ thuật (và nói rộng hơn, mọi quá trình tiến hóa ) tăng tốc theo hàm mũ, tổng quát hóa định luật Moore theo cùng cách như đề xuất của Moravec, và cũng bao gồm công nghệ vật liệu (đặc biệt như được áp dụng với công nghệ nano), công nghệ y khoa và những ngành khác. Như các tác giả khác, dù, ông giữ thuật ngữ "kỳ dị" cho một sự gia tăng nhanh chóng trí thông minh (trái ngược với các công nghệ khác), ví dụ ông đã viết rằng "Kỳ dị sẽ cho phép chúng ta vượt hơn những giới hạn của cơ thể và bộ não sinh học của chúng ta... Hậu Kỳ dị sẽ không có sự phân biệt giữa con người và máy móc ". Ông cũng định nghĩa thời điểm dự đoán kỳ dị của mình (2045) theo các phạm vi của thời điểm ông cho rằng trí thông minh máy tính sẽ vượt quá nhiều lần tổng lượng khả năng trí tuệ cuon người, viết rằng những tiến bộ trong lĩnh vực máy tính trước thời điểm này "sẽ không đại diện cho Kỳ dị " bởi chúng "chưa tương thích với một sự mở rộng sâu sắc trong trí thông minh của chúng ta."
Thuật ngữ "kỳ dị kỹ thuật " phản ánh ý tưởng rằng sự thay đổi đó có thể diễn ra bất ngờ, và rằng rất khó để tiên đoán một thế giới mới như vậy sẽ vận hành như thế nào. Vẫn chưa rõ rằng liệu một sự bùng nổ trí thông minh kiểu như vậy sẽ có lợi hay hại, hay thậm chí là một nguy cơ với sự tồn tại của loài người, bởi vấn đề vẫn chưa được hầu hết các nhà nghiên cứu về trí thông minh nhân tạo vượt quá con người giải quyết, dù chủ đề về trí thông minh nhân tạo vượt quá con người thân thiện đã được Viện Kỳ dị về Trí thông minh Nhân tạo và Viện tương lai loài người điều tra.
Nhiều nhà công nghệ học và học giả nổi tiếng tranh cãi về khả năng của một kỳ dị kỹ thuật, gồm cả Jeff Hawkins, John Holland, Jaron Lanier, và Gordon Moore, người có định luật (định luật Moore) thường được nêu ra hỗ trợ cho khái niệm này.

## Lịch sử ý tưởng
Vào giữa thế kỷ 19 Friedrich Engels đã viết rằng khoa học phát triển tỷ lệ thuận với "khối lượng tri thức" được thừa hưởng từ những thế hệ trước, ông đã đề xuất một khái niệm toán học chính thức hơn rằng, từ thế kỷ 16, sự phát triển của khoa học đã tăng tỷ lệ thuận với khoảng bình phương thời gian từ thời điểm bắt đầu của nó.
Năm 1847, R. Thornton, biên tập viên của The Expounder of Primitive Christianity, đã viết về sự phát minh mới diễn ra về một loại máy tính cơ khí bốn chức năng:
...những chiếc máy như vậy, mà nhờ nó người học giả có thể, chỉ bằng cách xoay một cái tay quay, tìm ra lời giải cho một vấn đề mà không phải mệt mỏi sử dụng trí óc, khi xuất hiện trong các trường học, sẽ tạo ra những tổn thương không thể tính toán được. Nhưng ai biết rằng những cỗ máy ấy khi đã trở nên hoàn thiện hơn, có thể không chỉ tự khắc phục những khiếm khuyết của nó mà sau đó còn tìm ra được những ý tưởng vượt ngoài tầm hiểu biết của trí óc loài người

Năm 1951, Alan Turing đã nói về những cỗ máy vượt hơn trí tuệ loài người:
một khi phương pháp suy nghĩ bằng máy đã bắt đầu, sẽ không mất nhiều thời gian để nó vượt qua năng lực của chúng ta.... Vì thế ở một số mức độ chúng ta phải chuẩn bị cho việc máy móc sẽ giành lấy quyền kiểm soát, theo cách đã được đề cập tới trong cuốn 'Erewhon' của Samuel Butler.

Vào giữa những năm 50 Stanislaw Ulam đã có một cuộc trao đổi với John von Neumann trong đó von Neumann nói về "sự phát triển nhanh chưa từng có của công nghệ và những thay đổi trong phương thức cuộc sống của loài người, dẫn tới sự xuất hiện của một số kỳ dị trong lịch sử cuộc đua mà vượt ngoài nó những công việc của loài người như chúng ta biết sẽ không thể tiếp tục."
Năm 1965, I. J. Good lần đầu tiên viết về một sự "bùng nổ trí thông minh", cho rằng nếu máy móc thậm chí chỉ hơi thông minh hơn con người, chúng có thể cải tiến thiết kế của mình theo những cách mà người thiết kế ra chúng không bao giờ có thể lường được, và vì thế sẽ khiến cho chúng càng trở nên thông minh hơn nữa. Những sự cải tiến ban đầu có thể là nhỏ, nhưng khi máy móc trở nên thông minh hơn thì chúng lại càng có thể cải tiến để thông minh hơn nữa, và điều này sẽ dẫn tới một lớp những hành động tự cải tiến và một sự nhảy vọt bất ngờ tới siêu trí thông minh (hay một kỳ dị).
Năm 1983, nhà toán học và tác gia Vernor Vinge đã làm cho ý tưởng của Good về một sự bùng nổ trí thông minh được biết đến nhiều hơn trong một số bài viết, lần đầu đề cập tới chủ đề này bằng văn bản trong số ra tháng 1 năm 1983 của tạp chí Omni. Trong bài viết này, dường như Vinge đã lần đầu tiên sử dụng thuật ngữ "kỳ dị" theo một cách thức liên quan trực tiếp tới việc tạo ra các cỗ máy thông minh, viết:
Chúng ta sẽ sớm tạo ra những trí thông minh cao hơn mình. Khi điều này xảy ra, lịch sử loài người sẽ đạt tới một kiểu kỳ dị, một sự chuyển tiếp trí tuệ không thể lĩnh hội như là không thời gian bị giới hạn trong một hố đen, và thế giới sẽ vượt xa rất nhiều tầm hiểu biết của chúng ta. Điểm kỳ dị này, tôi tin rằng, đã ám ảnh một số tác gia về khoa học viễn tưởng. Nó khiến việc thực hóa khả năng ngoại suy tới một tương lai liên sao là không thể. Vì thế để viết một câu chuyện có bối cảnh hơn một thế kỷ, ta sẽ cần một cuộc chiến tranh hạt nhân ở giữa... để thế giới vẫn còn có thể hiểu được.

Năm 1984, Samuel R. Delany đã sử dụng "cultural fugue" (cơn điên văn hóa) như một thiết bị âm mưu trong tiểu thuyết khoa học viễn tưởng của mình Stars in My Pocket Like Grains of Sand; sự bỏ trốn cuối cùng của sự phức tạp công nghệ và văn hóa thực tế tiêu diệt mọi sự sống tại bất kỳ thế giới nào nó diễn ra, một quá trình mà những nhân vật trong tiểu thuyết không hiểu thấu được, và để chống lại nó họ quyết dùng cách phòng thủ. Năm Ray Solomonoff đã đưa ra ý tưởng "điểm vô tận" trong thang thời gian của một trí thông minh nhân tạo, phân tích mức độ của cú "sốc tương lai" mà "chúng ta có thể chờ đợi từ cộng đồng khoa học trí thông minh nhân tạo đang ngày càng lớn của mình" và trên các tác động xã hội. Các ước tính đã được thực hiện để "xem bao giờ những mốc đó sẽ diễn ra, tiếp đó là một số đề xuất cho cách sử dụng hiệu quả hơn sự tăng trưởng công nghệ cực kỳ nhanh chóng sẽ diễn ra đó."
Vinge cũng quảng bá khái niệm trong các tiểu thuyết khoa học viễn tưởng như Marooned in Realtime (1986) và A Fire Upon the Deep (1992). Cuốn Maroon in Realtime được đặt trong bối cảnh một thế giới đang gia tốc thay đổi nhanh chóng dẫn tới sự xuất hiện của ngày càng nhiều công nghệ phức tạp với khoảng cách thời gian ngày càng thu hẹp, cho tới một điểm vượt ngoài tầm hiểu biết của con người. Cuốn A Fire Upon the Deep bắt đầu với một miêu tả tưởng tượng về sự tiến hóa của một siêu trí thông minh vượt quá các giai đoạn phát triển theo hàm mũ chấm dứt trong một siêu nghiệm, hầu như có quyền lực vô hạn không thể hiểu nổi với con người. Nó cũng đặt giả thiết rằng sự phát triển không chỉ dừng lại ở mức độ này.
Trong cuốn sách Mind Children năm 1988 của mình, nhà khoa học máy tính và người theo thuyết vị lai Hans Moravec đã tổng quát hóa định luật Moore để đưa ra những dự báo về thương lai của cuộc sống nhân tạo. Moravec phác thảo ra một thời gian biểu và một kịch bản theo hướng này, trong đó các robot sẽ tiến hóa thành một loạt những loài nhân tạo mới, bắt đầu khoảng năm 2030–2040. Trong Robot: Mere Machine to Transcendent Mind, xuất bản năm 1998, Moravec còn xem xét thêm những hàm ý của sự tiến hóa của trí thông minh robot, tổng quát hóa định luật Moore về công nghệ tiên đoán trước mạch tích hợp, và suy sét về một "mind fire" sắp tới của sự mở rộng nhanh chóng của trí thông minh nhân tạo, tương tự như những ý tưởng của Vinge.
Một bài viết năm 1993 của Vinge, "The Coming Technological Singularity: How to Survive in the Post-Human Era", đã được phổ biến rộng rãi trên internet và giúp quảng bá ý tưởng. Bài viết có chứa tuyên bố thường được trích dẫn, "Trong vòng ba mươi năm, chúng ta sẽ có các phương tiện kỹ thuật để tạo ra trí thông minh siêu phàm. Ngay sau đó, kỷ nguyên con người sẽ chấm dứt." Vinge đã cải tiến ước tính của mình về những biểu thời gian liên quan, thêm, "Tôi sẽ thấy ngạc nhiên nếu sự kiện này diễn ra trước năm 2005 hay sau năm 2030."
Vinge đã dự báo bốn cách thức đề kỳ dị có thể diễn ra:
1. Sự phát triển của máy tính đã bắt đầu có khả năng "nhận thức" và trí thông minh siêu phàm.
2. Các mạng máy tính lớn (và những người dùng liên kết của chúng) có thể "bắt đầu có nhận thức" như một thực thể thông minh siêu phàm.
3. Các giao diện máy tính/con người có thể quá gắn kết tới mức người dùng có thể được coi một cách hợp lý là trí thông minh siêu phàm.
4. Khoa học sinh học có thể tìm ra những cách thức để cải thiện trí tuệ tự nhiên của con người.

Vinge tiếp tục bằng cách dự đoán rằng những trí thông minh siêu phàm sẽ có khả năng tăng cường trí tuệ của chúng nhanh hơn so với loài người là thực thể tạo ra chúng. "Khi trí thông minh cao hơn con người đảm nhiệm việc phát triển," Vinge viết, "sự phát triển đó sẽ nhanh hơn rất nhiều." Chu kỳ phản hồi này của trí thông minh tự cải thiện, ông dự đoán, sẽ tạo ra một lượng lớn tiến bộ công nghệ trong một giai đoạn ngắn, và rằng việc tạo ra trí thông minh siêu phàm đại diện cho sự tan rã khả năng định hình tương lai của loài người. Ông cho rằng các tác gia sẽ không thể viết về những nhân vật thực tiễn vượt quá trí thông minh của con người, bởi những ý tưởng của một trí thông minh như vậy ở ngoài tầm thể hiện của con người. Vinge gọi sự kiện này là "sự Kỳ dị".
Cuốn sách khoa học thường thức The Spike (1997) của Damien Broderick đã lần đầu tiên điều tra chi tiết kỳ dị kỹ thuật.
Năm 2000, Bill Joy, một chuyên gia công nghệ nổi bật và người sáng lập Sun Microsystems, đã lên tiếng lo ngại về những nguy hiểm tiềm tàng của kỳ dị.
Năm 2005, Ray Kurzweil đã xuất bản The Singularity is Near, đưa ý tưởng kỳ dị tới truyền thông đại chúng cả qua việc tiếp cận cuốn sách và một chiến dịch quảng cáo bao gồm cả một lần xuất hiện trên The Daily Show with Jon Stewart. Cuốn sách gây ra nhiều tranh cãi kịch liệt, một phần bởi những dự đoán không tưởng của Kurzweil trái ngược hoàn toàn với những người khác, những hình ảnh đen tối về những khả năng của kỳ dị. Kurzweil, những lý thuyết của ông, và những tranh cãi xung quanh nó là chủ đề của bộ phim tài liệu của Barry Ptolemy Transcendent Man.
Năm 2007, Eliezer Yudkowsky đề xuất rằng nhiều định nghĩa khác nhau đã được gán cho "kỳ dị" không tương thích lẫn nhau chứ không phải hỗ trợ cho nhau. Ví dụ, Kurzweil ngoại suy những phương hướng kỹ thuật hiện tại vượt qua sự xuất hiện của một trí thông minh nhân tạo có khả năng tự cải thiện hay siêu trí thông minh, mà Yudkowsky cho rằng thể hiện một sự căng thẳng với cả đề xuất về sự tiến bộ không liên tục trong trí thông minh của I. J. Good và luận điểm của Vinge về khả năng không thể dự đoán.
Năm 2008, Robin Hanson (lấy "kỳ dị" để chỉ một sự gia tăng mạnh trong số mũ của tăng trưởng kinh tế) liẹt kê cách mạng nông nghiệp và cách mạng công nghiệp như những kỳ dị trong quá khứ. Ngoại suy từ những sự kiện trong quá khứ đó, Hanson đề xuất rằng kỳ dị kinh tế tiếp theo sẽ làm tăng trưởng kinh tế trong khoảng 60 tới 250 lần. Một sự cải tiến cho phép sự thay thế toàn bộ lao động loài người có thể dẫn tới sự kiện này.
Năm 2009, Kurzweil và nhà sáng lập X-Prize Peter Diamandis thông báo việc thành lập Singularity University, và tuyên bố nhiệm vụ của nó là "tập hợp, đào tạo và truyền cảm hứng cho một lực lượng lãnh đạo những người cố gắng để hiểu và tạo điều kiện thuận lợi cho sự phát triển của những công nghệ có khả năng tiến bộ nhằm giải quyết những thách thức lớn của nhân loại." Được hỗ trợ tài chính bởi Google, Autodesk, ePlanet Ventures, và một nhóm các nhà lãnh đạo ngành công nghiệp công nghệ, Singularity University có trụ sở tại Ames Research Center của NASA ở Mountain View, California. Tổ chức phi lợi nhuận này tiến hành một chương trình đào tạo mười tuần hàng năm trong mùa hè về mười công nghệ và vấn đề liên quan, và một loạt các chương trình thực thi trong suốt cả năm.
Năm 2010, Aubrey de Grey áp dụng thuật ngữ "Methuselarity" để chỉ thời điểm ở đó công nghệ y tế phát triển quá nhanh tới mức tuổi thọ con người gia tăng hơn một tuổi mỗi năm. Năm 2010 trong "Apocalyptic AI – Visions of Heaven in Robotics, Artificial Intelligence, and Virtual Reality" Robert Geraci để xuất một miêu tả của "cyber-theology" đang phát triển có cảm hứng từ những nghiên cứu Kỳ dị. Một cuốn sách khám phá một số chủ đề đó là cuốn Holy Fire năm 1996 của Bruce Sterling, đưa ra định đề rằng một Methuselarity sẽ trở thành một chính phủ trong tay những người có tuổi.
Năm 2011, Kurzweil lưu ý những khuynh hướng đang hiện hữu và kết luận rằng kỳ dị đang ngày càng có nhiều khả năng xảy ra vào khoảng năm 2045. Ông nói với tạp chí Time: "Chúng ta sẽ thành công trong việc thực hiện đảo ngược não bộ con người vào giữa thập niên 2020. Tới cuối thập kỷ đó, các máy tính sẽ có khả năng thông minh tương đương não bộ con người."

## Bùng nổ trí thông minh
Ý tưởng về một sự "bùng nổ trí thông minh" lần đầu được miêu tả như vậy bởi Good (1965), người dự đoán về những tác động của những cỗ máy siêu nhân:
Hãy để một cỗ máy siêu thông minh được định nghĩa như một cỗ máy có thể vượt xa toàn bộ hoạt động trí tuệ của bất kỳ một người nào tuy vậy nó phải thông minh. Bởi thiết kế máy móc là một trong những hoạt động trí tuệ đó, một cỗ máy siêu thông minh có thể thiết kế thậm chí những cỗ máy tốt hơn; sau đó không nghi ngờ gì nữa sẽ có một sự ‘bùng nổ trí thông minh,’ và trí thông minh của con người sẽ bị bỏ xa lại sau. Vì thế cỗ máy siêu thông minh đầu tiên là sáng tạo cuối cùng mà con người cần thực hiện.

Hầu hết các biện pháp được đề xuất để tạo ra các trí tuệ siêu nhiên hay transhuman rơi vào một trong hai tiêu chí, khuếch đại trí thông minh của trí não con người và trí thông minh nhân tạo. Có rất nhiều biện pháp được suy đoán để tạo ra sự gia tăng trí thông minh, và bao gồm kỹ thuật y sinh, kỹ thuật gien, các loại thuốc hưng trí, những hỗ trợ trí thông minh nhân tạo, các giao diện não bộ-máy tính trực tiếp và lưu trữ thông tin não bộ (mind uploading). Sự tồn tại của nhiều con đường tới một sự bùng nổ trí thông minh khiến một kỳ dị càng dễ xảy ra hơn; nếu một kỳ dị không xảy ra tất cả các biện pháp đó đều thất bại.
Hanson (1998) hoài nghi về khuếch đại trí thông minh con người, viết rằng một khi một người đã hái hết "những trái cây dưới thấp" bằng các phương pháp đơn giản để gia tăng trí thông minh loài người, những cải thiện tiếp theo sẽ trở nên ngày càng khó để tìm kiếm. Dù có nhiều biện pháp được suy đoán để khuếch đại trí thông minh loài người, trí thông minh nhân tạo phi loài người (đặc biệt là hạt giống trí thông minh nhân tạo) là ý tưởng phổ biến nhất cho các tổ chức tìm kiếm việc đi tới một kỳ dị.
Một sự bùng nổ trí thông minh có xảy ra hay không sẽ phụ thuộc vào ba yếu tố. Đầu tiên, yếu tố tăng tốc, là những sự tăng cường trí thông minh mới được hiện thực bởi mỗi sự cải thiện trước đó. Ngược lại, khi trí thông minh trở nên tân tiến hơn, những tân tiến hơn nữa sẽ trở nên ngày càng phức tạp, có thể vượt quá ưu thế của trí thông minh đã gia tăng. Mỗi sự cải tiến phải có khả năng sinh ra ít nhất một hay nhiều cải tiến, theo trung bình, để kỳ dị có thể tiếp diễn. Cuối cùng, có vấn đề về một giới hạn trên phần cứng. Việc thiếu vắng máy tính lượng tử, cuối cùng các quy luật của vật lý sẽ ngăn cản bất kỳ sự cải tiến nào tiếp nữa.
Có hai sự độc lập logic, nhưng tăng cường lẫn nhau, những hiệu ứng gia tốc: những sự gia tăng ở tốc độ tính toán, và những cải tiến với thuật toán được sử dụng. Sự gia tăng tốc độ tính toán đã được tiên đoán bởi Quy luật Moore và dự đoán những cải tiến trong phần cứng, và khá tương thích với tiến bộ công nghệ trước đó. Mặt khác, hầu hết các nhà nghiên cứu trí thông minh nhân tạo tin rằng phần mềm quan trọng hơn phần cứng.

### Những cải tiến về tốc độ
Đầu tiên là những cải tiến về tốc độ mà trí não có thể hoạt động. Dù là con người hay trí thông minh nhân tạo, phần cứng tốt hơn là gia tăng tốc độ cải tiến phần cứng trong tương lai. Quá đơn giản hóa, Định luật Moore cho rằng nếu sự nhân đôi tốc độ đầu tiên cần 18 tháng, lần thứ hai sẽ mất 18 tháng chủ quan; hay 9 tháng khách quan, sau đó, bốn tháng, hai tháng, và tiếp tục tới một kỳ dị về tốc độ. Một giới hạn trên về tốc độ cuối cùng cũng có thể chạm tới, dù không rõ nó sẽ cao tới mức nào.
Hawkins (2008), trả lời cho Good, cho rằng giới hạn trên khá thấp;
Niềm tin vào ý tưởng này dựa trên một sự hiểu biết ngây thơ về trí thông minh. Như một phép loại suy, tưởng tượng chúng ta có một máy tính có thể thiết kế ra những máy tính mới (các con chip, hệ thống và phần mềm) nhanh hơn chính nó. Liệu một máy tính như vậy có dẫn tới những máy tính nhanh vô hạn hay thậm chí là những máy tính nhanh hơn bất kỳ thứ gì con người từng tạo ra? Không. Nó có thể tăng tốc tốc độ cải tiến trong một thời gian, nhưng cuối cùng có những hạn chế về việc chiếc máy tính đó có thể chạy nhanh hay lớn thế nào. Chúng ta sẽ chấm dứt ở cùng chỗ; chúng ta sẽ chỉ nhanh hơn một chút. Sẽ không có kỳ dị nào cả.
Ngược lại nếu nó ở mức cao hơn nhiều so với những mức độ trí thông minh hiện tại của con người, những tác động của kỳ dị sẽ đủ lớn để không thể phân biệt (với con người) từ một kỳ dị với một giới hạn trên. Ví dụ, nếu tốc độ suy nghĩ có thể gia tăng gấp hàng triệu lần, một năm chủ thể sẽ trôi qua trong 30 giây vật lý.

Khó để so sánh trực tiếp phần cứng dựa trên silicon với những neuron. Nhưng Berglas (2008) lưu ý rằng tốc độ nhận thức của máy tính đang tiếp cận với những khả năng của con người, và rằng khả năng này dường như đòi hỏi 0.01% của khối lượng não. Phép loại suy này cho thấy rằng phần cứng máy tính hiện đại ở trong một vài bậc của tầm mức của mức độ mạnh như não người.

### Liên kết khác
- Report on The Stanford Singularity Summit
- 2007 quotes, Singularity Summit, San Francisco Lưu trữ ngày 2 tháng 4 năm 2012 tại Wayback Machine
- An IEEE report on the Singularity. Lưu trữ ngày 2 tháng 11 năm 2012 tại Wayback Machine
- March 2007 Congressional Report on the Singularity Lưu trữ ngày 31 tháng 1 năm 2012 tại Wayback MachineAlternate Link
- The Global Transition Lưu trữ ngày 28 tháng 10 năm 2012 tại Wayback Machine